# Bodenseegürtelbahn
Bodenseegürtelbahn (KBS 731) – linia kolejowa w południowych Niemczech, w Badenii-Wirtembergii i Bawarii, nad Jeziorem Bodeńskim. Łączy Radolfzell am Bodensee, Friedrichshafen i Lindau (Bodensee).

## Historia
Linia biegnie po północnej stronie jeziora i powstała z połączenia końców linii użytkowanych przez:
- Koleje Wielkiego Księstwa Badenii (Radolfzell)
- Koleje Państwowe Królestwa Wirtembergii (Friedrichshafen)
- Koleje Państwowe Królestwa Bawarii (Lindau (Bodensee))

Pierwszy odcinek Bodenseegürtelbahn został otwarty 20 lipca 1867, był to odcinek o długości 7 kilometrów i łączył Radolfzell i Stahringen. Miał być rozbudowany w kierunku Mengen (dzisiejsza linia Seehäsle). Następnym etapem linia doszła 18 sierpnia 1895 do Überlingen. 2 października 1901 linia osiągnęła stację Friedrichshafen Stadt, która od 1847 posiadała połączenie z Ulm. Stamtąd już dwa lata wcześniej rozpoczęto budowę torów w kierunku Lindau (Bodensee).
22 grudnia 1939 między Markdorf a Kluftern (dzielnica Friedrichshafen) doszło do katastrofy kolejowej, w której zderzył się pociąg osobowy z towarowym. W wypadku zginęło 101 osób. Tego samego dnia w Genthin zderzyły się dwa pociągi osobowe (196 ofiar). 22 grudnia uznawany jest za najgorszy dzień w historii niemieckiego kolejnictwa.

## Odgałęzienia
Jedynym aktualnie wykorzystywanym odgałęzieniem jest linia Seehäsle łącząca Radolfzell am Bodensee i Stockach. Linie mają taką samą trasę na odcinku 7,7 km, między stacją Radolfzell a Radolfzell am Bodensee-Stahringen. Linia ta nie była użytkowana w latach 1982–1996.
W przeszłości istniały również:
- Oberuhldingen–Unteruhldingen, 3 kilometry długości, użytkowana między 2 października 1901 a 31 października 1950
- Mimmenhausen-Neufrach (dzisiaj: Salem)–Frickingen, 8 kilometrów długości, użytkowana między 1 grudnia 1905 a 4 października 1953
- Teuringertal-Bahn (Friedrichshafen Stadt-Oberteuringen) odnoga od Südbahn (kierunek Ulm)

## Eksploatacja
Codziennie pełną trasę Radolfzell-Lindau przemierzają jedynie 3 pociągi.

### Radolfzell–Friedrichshafen
Na odcinku Radolfzell–Friedrichshafen od 2003 pociągi kursują co godzinę. Trasę obsługuje linia regionalna  Seehänsele pociągami Stadler Regio-Shuttle RS1. Co dwie godziny odjeżdżają pociągi do Singen (Hohentwiel) i Friedrichshafen Hafen. Na tym odcinku jeździ również pociąg Interregio-Express relacji Ulm-Bazylea, który zatrzymuje się jedynie na stacjach Friedrichshafen Stadt, Überlingen i Radolfzell.

### Friedrichshafen-Lindau
Na odcinku Friedrichshafen-Lindau pociągi Stadler Regio-Shuttle RS1 kursują w odstępach 40–60 minut. Po tej trasie jeżdżą również pociągi Interregio-Express z (Stuttgart-) Ulm do Lindau (Bodensee), jak i również pociąg InterCity 199 relacji Münster-Innsbruck. Dwa powyższe pociągi pośpieszne zatrzymują się tylko we Friedrichshafen i Lindau (Bodensee).

### Überlingen
Pod miastem Überlingen biegną dwa tunele średnicowe, Überlinger Ost-Tunnel o długości 615 m i Überlinger West-Tunnel o długości 948 m. W centrum między tunelami znajduje się niewielka luka w której zlokalizowano przystanek kolejowy Überlingen.

### Czas jazdy
Najkrótszy czas jazdy pociągów danej kategorii w wybranych relacjach (deklarowany w rozkładzie jazdy Deutsche Bahn).
| Typ                | Radolfzell-Friedrichshafen Stadt | Friedrichshafen Stadt – Lindau Hauptbahnhof |
| ------------------ | -------------------------------- | ------------------------------------------- |
| Regionalbahn       | 1:04                             | 0:33                                        |
| Interregio-Express | 0:37                             | 0:20                                        |

## Wokół Jeziora Bodeńskiego
Bodenseegürtelbahn wraz z innymi niemieckimi, szwajcarskimi i austriackimi liniami tworzy sieć kolejową pozwalającą objechać wokół całe Jezioro Bodeńskie.
- W Niemczech jest to Hochrheinbahn (Radolfzell-Szafuza lub Radolfzell- Kreuzlingen).
- W Szwajcarii Seelinie (Szafuza-Kreuzlingen-Rorschach) oraz linia Rorschach-St. Margrethen.
- W Austrii Vorarlbergbahn na odcinku Lindau-St. Margrethen.

## Ważniejsze stacje
- Radolfzell
- Überlingen Therme
- Friedrichshafen Stadt
- Lindau Hauptbahnhof

## Galeria

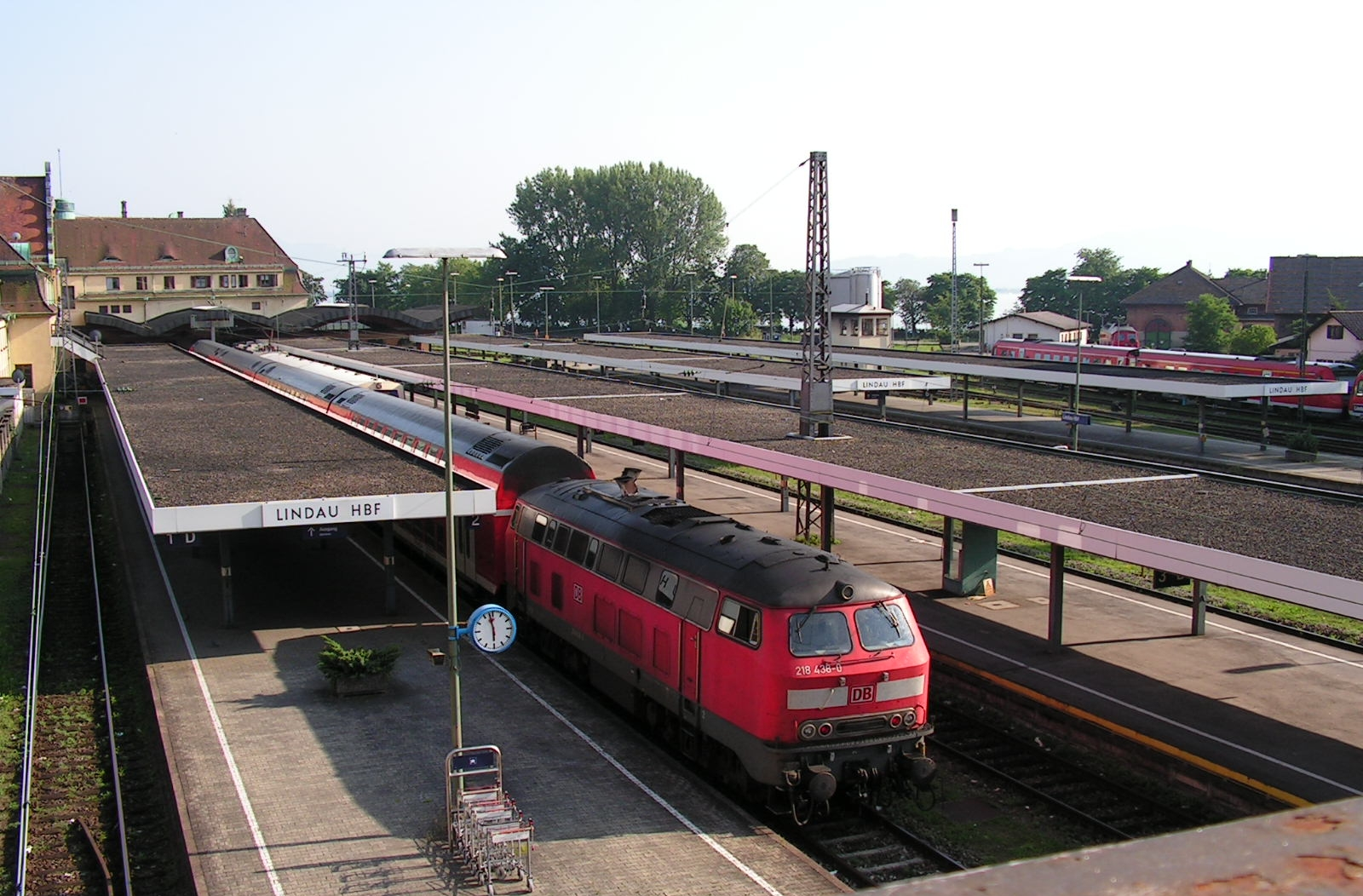
Lindau Hauptbahnhof
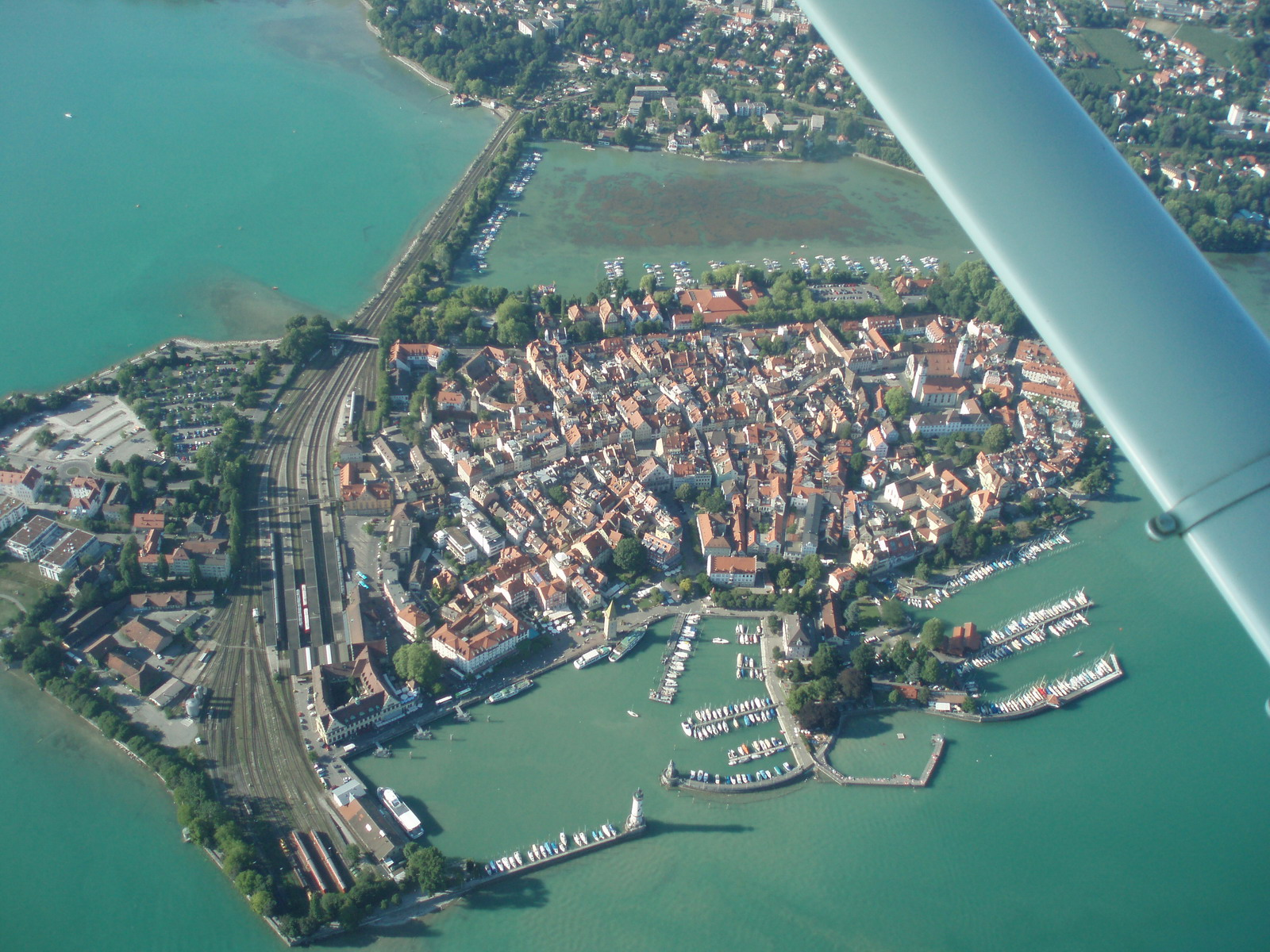
Lindau Hauptbahnhof z lotu ptaka
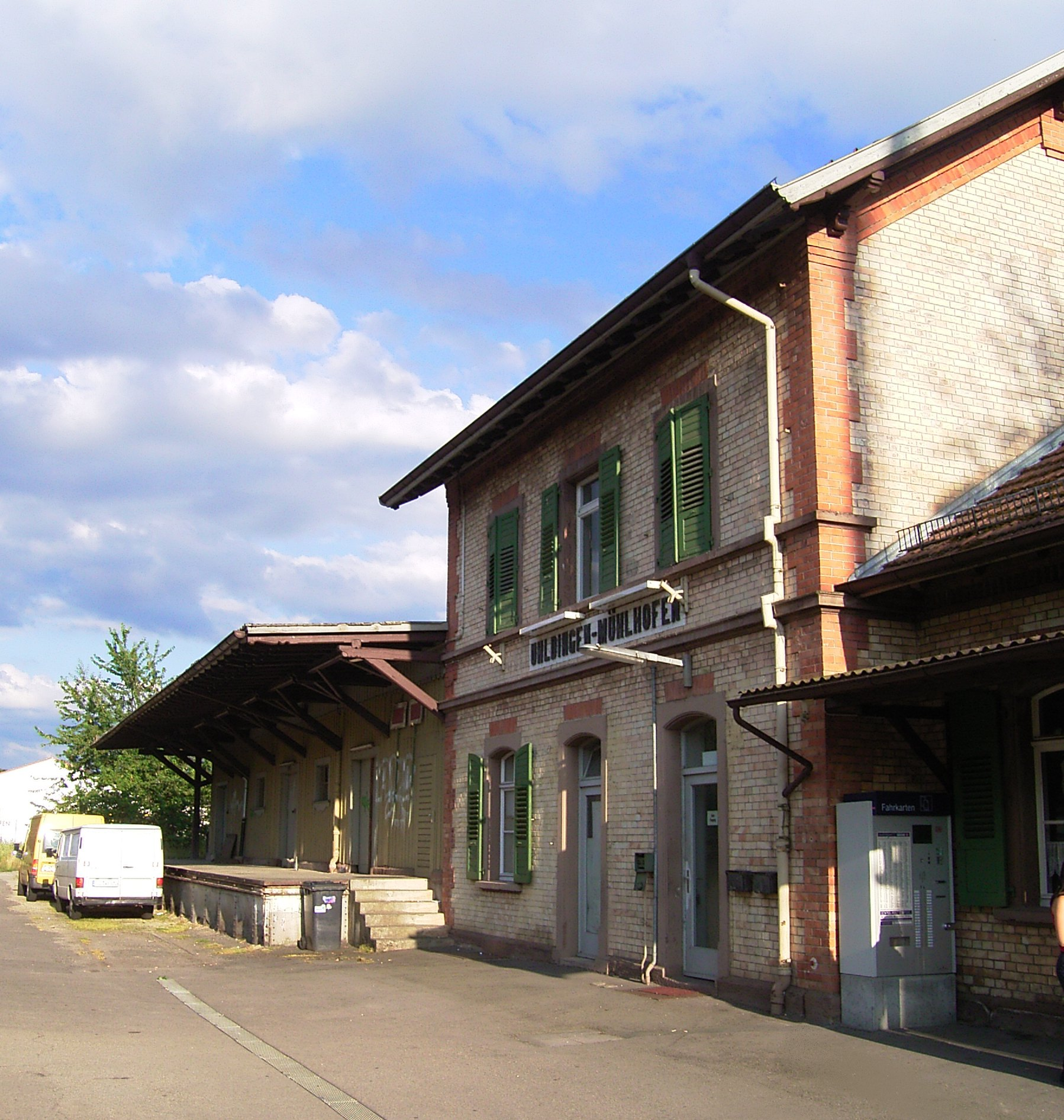
Uhldingen-Mühlhofen